# Nage en eau libre aux championnats du monde de natation 2023
Navigation
Budapest 2022 Doha 2024
Les cinq épreuves de nage en eau libre aux championnats du monde de natation 2023 ont lieu du 15 au 20 juillet 2023 à Fukuoka au Japon.

## Programme
Tous les horaires correspondent à l'UTC+09:00.
| Date       | Heure | Course                  |
| ---------- | ----- | ----------------------- |
| 15 juillet | 08h00 | 10 km femmes            |
| 16 juillet | 08h00 | 10 km hommes            |
| 18 juillet | 08h00 | 5 km femmes             |
| 18 juillet | 10h00 | 5 km hommes             |
| 20 juillet | 08h00 | 6 km par équipes mixtes |

L'épreuve de 25 km en eau libre, discipline non olympique, est retirée du programme des championnats du monde de Fukuoka. Les raisons invoquées sont le faible nombre de participants ainsi que les frais de fonctionnement. Un autre format de course pour les longues distances pourrait être retenu pour les prochains championnats du monde.

## Podiums
| Hommes             |                                                                                         |                                                                           |                                                                          |
| 5 km               | Florian Wellbrock                                                                       | Gregorio Paltrinieri                                                      | Domenico Acerenza                                                        |
| 10 km              | Florian Wellbrock                                                                       | Kristóf Rasovszky                                                         | Oliver Klemet                                                            |
| Femmes             |                                                                                         |                                                                           |                                                                          |
| 5 km               | Leonie Beck                                                                             | Sharon van Rouwendaal                                                     | Ana Marcela Cunha                                                        |
| 10 km              | Leonie Beck                                                                             | Chelsea Gubecka                                                           | Katie Grimes                                                             |
| Par équipes mixtes |                                                                                         |                                                                           |                                                                          |
| 6 km               | Italie- Barbara Pozzobon - Ginevra Taddeucci - Domenico Acerenza - Gregorio Paltrinieri | Hongrie- Bettina Fábián - Anna Olasz - Kristóf Rasovszky - Dávid Betlehem | Australie- Chelsea Gubecka - Moesha Johnson - Nicholas Sloman - Kyle Lee |

## Tableau des médailles
| Rang  | Nation     | Or | Argent | Bronze | Total |
| ----- | ---------- | -- | ------ | ------ | ----- |
| 1     | Allemagne  | 4  | 0      | 1      | 5     |
| 2     | Italie     | 1  | 1      | 1      | 3     |
| 3     | Hongrie    | 0  | 2      | 0      | 2     |
| 4     | Australie  | 0  | 1      | 1      | 2     |
| 5     | Pays-Bas   | 0  | 1      | 0      | 1     |
| 6     | Brésil     | 0  | 0      | 1      | 1     |
| 6     | États-Unis | 0  | 0      | 1      | 1     |
| Total | Total      | 5  | 5      | 5      | 15    |

## Résultats détaillés

### 5km
| Rang               | Nageur                | Pays            | Temps            |
| ------------------ | --------------------- | --------------- | ---------------- |
| Médaille d'or      | Florian Wellbrock     | Allemagne       | 53 min 58 s      |
| Médaille d'argent  | Gregorio Paltrinieri  | Italie          | 54 min 2 s 5     |
| Médaille de bronze | Domenico Acerenza     | Italie          | 54 min 4 s 2     |
| 4                  | Oliver Klemet         | Allemagne       | 54 min 57 s 2    |
| 5                  | Dávid Betlehem        | Hongrie         | 54 min 58 s 6    |
| 6                  | Athanasios Kynigakis  | Grèce           | 54 min 58 s 6    |
| 7                  | Kristóf Rasovszky     | Hongrie         | 55 min 23 s 9    |
| 8                  | Kyle Lee              | Australie       | 55 min 32 s 7    |
| 9                  | Logan Fontaine        | France          | 55 min 33 s      |
| 10                 | Sacha Velly           | France          | 55 min 33 s 1    |
| 11                 | Mykhailo Romanchuk    | Ukraine         | 55 min 37 s      |
| 12                 | Carlos Garach         | Espagne         | 56 min 14 s 7    |
| 13                 | Jack Wilson           | Australie       | 56 min 24 s      |
| 14                 | Logan Vanhuys         | Belgique        | 56 min 43 s 2    |
| 15                 | Hector Pardoe         | Grande-Bretagne | 56 min 46 s 5    |
| 16                 | Paulo Strehlke        | Mexique         | 56 min 46 s 6    |
| 17                 | Dylan Gravley         | États-Unis      | 56 min 48 s 5    |
| 18                 | Christian Schreiber   | Suisse          | 56 min 48 s 9    |
| 19                 | Esteban Enderica      | Équateur        | 56 min 49 s 5    |
| 20                 | Martin Straka         | Tchéquie        | 56 min 49 s 5    |
| 21                 | Jan Hercog            | Autriche        | 56 min 52 s      |
| 22                 | Ondřej Zach           | Tchéquie        | 56 min 52 s 2    |
| 23                 | Connor Buck           | Afrique du Sud  | 56 min 52 s 4    |
| 24                 | David Farinango       | Équateur        | 56 min 52 s 8    |
| 25                 | Tamás Farkas          | Serbie          | 56 min 53 s 5    |
| 26                 | Eric Hedlin           | Canada          | 56 min 54 s      |
| 27                 | Johndry Segovia       | Venezuela       | 56 min 57 s 7    |
| 28                 | Brennan Gravley       | États-Unis      | 57 min 20 s      |
| 29                 | Benjamin Cote         | Canada          | 57 min 24 s 1    |
| 30                 | Asterios Daldogiannis | Grèce           | 57 min 46 s 6    |
| 31                 | Thiago Ruffini        | Brésil          | 57 min 43 s 3    |
| 32                 | Bruce Almeida         | Brésil          | 57 min 48 s 2    |
| 33                 | Guillem Pujol         | Espagne         | 57 min 48 s 4    |
| 34                 | Park Jae-hun          | Corée du Sud    | 57 min 49 s 5    |
| 35                 | Diogo Cardoso         | Portugal        | 57 min 49 s 7    |
| 36                 | Cho Cheng-chi         | Taipei chinois  | 57 min 51 s 6    |
| 37                 | Kaito Tsujimori       | Japon           | 58 min 17 s 2    |
| 38                 | Lev Cherepanov        | Kazakhstan      | 58 min 21 s      |
| 39                 | Lan Tianchen          | Chine           | 58 min 44 s 7    |
| 40                 | Riku Ezawa            | Japon           | 59 min 40 s 6    |
| 41                 | Tomáš Peciar          | Slovaquie       | 59 min 41 s 7    |
| 42                 | Diego Vera            | Venezuela       | 59 min 41 s 9    |
| 43                 | Christian Bayo        | Porto Rico      | 59 min 44 s 4    |
| 44                 | Serhiy Frolov         | Ukraine         | 59 min 59 s 5    |
| 45                 | Adrián Ywanaga        | Pérou           | 1 h 0 min 8 s 1  |
| 46                 | Ziv Cohen             | Israël          | 1 h 0 min 10 s 6 |
| 47                 | Théo Druenne          | Monaco          | 1 h 0 min 14 s 6 |
| 48                 | Meng Rui              | Chine           | 1 h 0 min 58 s 8 |
| 49                 | Jamarr Bruno          | Porto Rico      | 1 h 1 min 1 s 9  |
| 50                 | Grgo Mujan            | Croatie         | 1 h 1 min 9 s 6  |
| 51                 | Maximiliano Paccot    | Uruguay         | 1 h 1 min 9 s 7  |
| 52                 | Santiago Gutiérrez    | Mexique         | 1 h 1 min 21 s 9 |
| 53                 | Jeison Rojas          | Costa Rica      | 1 h 1 min 28 s 3 |
| 54                 | William Yan Thorley   | Hong Kong       | 1 h 1 min 28 s 4 |
| 55                 | Keith Sin             | Hong Kong       | 1 h 1 min 28 s 8 |
| 56                 | Galymzhan Balabek     | Kazakhstan      | 1 h 1 min 29 s 3 |
| 57                 | Damien Payet          | Seychelles      | 1 h 1 min 56 s 4 |
| 58                 | Sung Jun-ho           | Corée du Sud    | 1 h 2 min 17 s   |
| 59                 | Santiago Reyes        | Guatemala       | 1 h 5 min 42 s 9 |
| 60                 | Prashans Hiremagalur  | Inde            | 1 h 5 min 43 s 7 |
| 61                 | Nikita Kornilov       | Ouzbékistan     | 1 h 6 min 22 s 4 |
| 62                 | Fernando Ponce        | Guatemala       | 1 h 6 min 23 s   |
| 63                 | Army Pal              | Inde            | 1 h 8 min 42 s 5 |
| -                  | Ousseynou Diop        | Sénégal         | Hors délai       |
| -                  | Yano Elias            | Angola          | Hors délai       |
| -                  | Hayyan Kisitu         | Ouganda         | Hors délai       |
| -                  | Alejandro Plaza       | Bolivie         | Hors délai       |
| -                  | Matthew Caldwell      | Afrique du Sud  | Abandon          |
| -                  | Adnan Kabuye          | Ouganda         | Abandon          |
| -                  | Tiago Campos          | Portugal        | Abandon          |
| -                  | Vyacheslav Shkretov   | Ouzbékistan     | Abandon          |
| -                  | Alex Fortes           | Angola          | Forfait          |

| Rang               | Nageuse                  | Pays           | Temps             |
| ------------------ | ------------------------ | -------------- | ----------------- |
| Médaille d'or      | Leonie Beck              | Allemagne      | 59 min 31 s 7     |
| Médaille d'argent  | Sharon van Rouwendaal    | Pays-Bas       | 59 min 32 s 7     |
| Médaille de bronze | Ana Marcela Cunha        | Brésil         | 59 min 33 s 9     |
| 4                  | Angélica André           | Portugal       | 59 min 35 s 6     |
| 5                  | Barbara Pozzobon         | Italie         | 59 min 35 s 8     |
| 6                  | Viviane Jungblut         | Brésil         | 59 min 38 s 2     |
| 7                  | Aurélie Muller           | France         | 59 min 40 s 1     |
| 8                  | Bettina Fábián           | Hongrie        | 59 min 44 s 2     |
| 9                  | Mafalda Rosa             | Portugal       | 59 min 44 s 6     |
| 10                 | Moesha Johnson           | Australie      | 59 min 46 s 3     |
| 11                 | Anastasiia Kirpichnikova | France         | 59 min 46 s 4     |
| 12                 | Ángela Martínez          | Espagne        | 59 min 50 s 3     |
| 13                 | Jeannette Spiwoks        | Allemagne      | 1 h 0 min 5 s 1   |
| 14                 | Ichika Kajimoto          | Japon          | 1 h 0 min 56 s 4  |
| 15                 | María Bramont-Arias      | Pérou          | 1 h 1 min 9 s 4   |
| 16                 | Anna Olasz               | Hongrie        | 1 h 1 min 9 s 4   |
| 17                 | Eva Fabian               | Israël         | 1 h 1 min 11 s 4  |
| 18                 | Mariah Denigan           | États-Unis     | 1 h 1 min 18 s 3  |
| 19                 | Wang Kexin               | Chine          | 1 h 1 min 19 s 6  |
| 20                 | Bianca Crisp             | Australie      | 1 h 1 min 19 s 8  |
| 21                 | Rachele Bruni            | Italie         | 1 h 1 min 24 s 2  |
| 22                 | Candela Sánchez          | Espagne        | 1 h 1 min 25 s 3  |
| 23                 | Špela Perše              | Slovénie       | 1 h 1 min 25 s 6  |
| 24                 | Amica de Jager           | Afrique du Sud | 1 h 1 min 28 s 9  |
| 25                 | Chantal Liew             | Singapour      | 1 h 1 min 29 s 3  |
| 26                 | Lenka Štěrbová           | Tchéquie       | 1 h 1 min 46 s 7  |
| 27                 | Nefeli Giannopoulou      | Grèce          | 1 h 1 min 48 s 6  |
| 28                 | Nip Tsz Yin              | Hong Kong      | 1 h 2 min 15 s 7  |
| 29                 | Candela Giordanino       | Argentine      | 1 h 2 min 24 s 7  |
| 30                 | Diana Taszhanova         | Kazakhstan     | 1 h 2 min 25 s 9  |
| 31                 | Teng Yu-wen              | Taipei chinois | 1 h 2 min 26 s 5  |
| 32                 | Martha Sandoval          | Mexique        | 1 h 2 min 26 s 6  |
| 33                 | Bailey O'Regan           | Canada         | 1 h 2 min 27 s    |
| 34                 | Lamees El-Sokkary        | Égypte         | 1 h 2 min 28 s 1  |
| 35                 | Miku Kojima              | Japon          | 1 h 2 min 28 s 8  |
| 36                 | Ma Xiaoming              | Chine          | 1 h 2 min 29 s    |
| 37                 | Alena Benešová           | Tchéquie       | 1 h 2 min 29 s 4  |
| 38                 | Lee Jeong-min            | Corée du Sud   | 1 h 2 min 30 s 1  |
| 39                 | Lee Hae-rim              | Corée du Sud   | 1 h 2 min 33 s 9  |
| 40                 | Nikita Lam               | Hong Kong      | 1 h 2 min 34 s 7  |
| 41                 | Amber Keegan             | Royaume-Uni    | 1 h 2 min 35 s 5  |
| 42                 | Kate Beavon              | Afrique du Sud | 1 h 2 min 46 s 5  |
| 43                 | Klara Bošnjak            | Croatie        | 1 h 3 min 12 s 3  |
| 44                 | Alejandra Hoyos          | Mexique        | 1 h 5 min 55 s 5  |
| 45                 | Mariya Fedotova          | Kazakhstan     | 1 h 5 min 57 s 4  |
| 46                 | Nadine Karim             | Égypte         | 1 h 5 min 59 s 2  |
| 47                 | Britta Schwengle         | Aruba          | 1 h 6 min 49 s 5  |
| 48                 | Orian Gablan             | Israël         | 1 h 6 min 57 s 1  |
| 49                 | Alondra Quiles           | Porto Rico     | 1 h 7 min 14 s 4  |
| 50                 | Anastasiya Zelinskaya    | Ouzbékistan    | 1 h 7 min 15 s 9  |
| 51                 | Malak Meqdar             | Maroc          | 1 h 7 min 16 s 2  |
| 52                 | Mariela Guadamuro        | Porto Rico     | 1 h 10 min 32 s 8 |
| 53                 | María Porres             | Guatemala      | 1 h 11 min 37 s 8 |
| 54                 | Bangalore Mahesh Rithika | Inde           | 1 h 12 min 23 s 2 |
| 55                 | Sofie Frichot            | Seychelles     | 1 h 13 min 46 s   |
| -                  | Kisha Jiménez            | Costa Rica     | Hors délai        |
| -                  | Rafaela Santo            | Angola         | Hors délai        |
| -                  | Swagiah Mubiru           | Ouganda        | Hors délai        |
| -                  | Fátima Portillo          | Salvador       | Forfait           |
| -                  | Sabrina Condori          | Bolivie        | Forfait           |
| -                  | Parizoda Iskandarova     | Ouzbékistan    | Disqualifiée      |

### 10km
| Rang               | Nageur                | Pays            | Temps             |
| ------------------ | --------------------- | --------------- | ----------------- |
| Médaille d'or      | Florian Wellbrock     | Allemagne       | 1 h 50 min 40 s 3 |
| Médaille d'argent  | Kristóf Rasovszky     | Hongrie         | 1 h 50 min 59 s   |
| Médaille de bronze | Oliver Klemet         | Allemagne       | 1 h 51 min 0 s 8  |
| 4                  | Domenico Acerenza     | Italie          | 1 h 51 min 16 s 7 |
| 5                  | Gregorio Paltrinieri  | Italie          | 1 h 51 min 40 s 7 |
| 6                  | Athanasios Kynigakis  | Grèce           | 1 h 51 min 42 s 1 |
| 7                  | Nicholas Sloman       | Australie       | 1 h 51 min 42 s 2 |
| 8                  | Matan Roditi          | Israël          | 1 h 51 min 43 s 8 |
| 9                  | Logan Fontaine        | France          | 1 h 52 min 41 s 7 |
| 10                 | Hector Pardoe         | Grande-Bretagne | 1 h 53 min 4 s 2  |
| 11                 | Paulo Strehlke        | Mexique         | 1 h 53 min 4 s 4  |
| 12                 | Sacha Velly           | France          | 1 h 53 min 14 s 7 |
| 13                 | Martin Straka         | Tchéquie        | 1 h 53 min 16 s 2 |
| 14                 | David Farinango       | Équateur        | 1 h 53 min 17 s 1 |
| 15                 | Esteban Enderica      | Équateur        | 1 h 53 min 18 s 7 |
| 16                 | Dávid Betlehem        | Hongrie         | 1 h 53 min 30 s 9 |
| 17                 | Jan Hercog            | Autriche        | 1 h 54 min 2 s 2  |
| 18                 | Logan Vanhuys         | Belgique        | 1 h 54 min 3 s 1  |
| 19                 | Guillem Pujol         | Espagne         | 1 h 54 min 3 s 1  |
| 20                 | Tiago Campos          | Portugal        | 1 h 54 min 5 s 5  |
| 21                 | Franco Cassini        | Argentine       | 1 h 54 min 7 s 4  |
| 22                 | Kaiki Furuhata        | Japon           | 1 h 54 min 7 s 7  |
| 23                 | Diogo Cardoso         | Portugal        | 1 h 54 min 8 s 7  |
| 24                 | Joaquín Moreno        | Argentine       | 1 h 54 min 9 s 7  |
| 25                 | Asterios Daldogiannis | Grèce           | 1 h 54 min 10 s 3 |
| 26                 | Christian Schreiber   | Suisse          | 1 h 54 min 11 s 5 |
| 27                 | Diogo Villarinho      | Brésil          | 1 h 54 min 12 s 2 |
| 28                 | Taishin Minamide      | Japon           | 1 h 54 min 12 s 6 |
| 29                 | Daniel Delgadillo     | Mexique         | 1 h 54 min 12 s 7 |
| 30                 | Brennan Gravley       | États-Unis      | 1 h 54 min 13 s   |
| 31                 | Eric Hedlin           | Canada          | 1 h 54 min 25 s 4 |
| 32                 | Eric Brown            | Canada          | 1 h 55 min 31 s 2 |
| 33                 | Alexandre Finco       | Brésil          | 1 h 55 min 32 s 5 |
| 34                 | Bailey Armstrong      | Australie       | 1 h 55 min 32 s 8 |
| 35                 | Yonatan Ahdut         | Israël          | 1 h 57 min 5 s 2  |
| 36                 | Joey Tepper           | États-Unis      | 1 h 57 min 23 s 9 |
| 37                 | Ondřej Zach           | Tchéquie        | 1 h 57 min 36 s 7 |
| 38                 | Cho Cheng-chi         | Taipei chinois  | 1 h 59 min 19 s 7 |
| 39                 | Park Jae-hun          | Corée du Sud    | 2 h 0 min 9 s 5   |
| 40                 | Johndry Segovia       | Venezuela       | 2 h 0 min 20 s 5  |
| 41                 | Lan Tianchen          | Chine           | 2 h 0 min 37 s 5  |
| 42                 | Théo Druenne          | Monaco          | 2 h 0 min 46 s 8  |
| 43                 | Connor Buck           | Afrique du Sud  | 2 h 1 min 34 s 7  |
| 44                 | Adrián Ywanaga        | Pérou           | 2 h 2 min 36 s    |
| 45                 | Lev Cherepanov        | Kazakhstan      | 2 h 3 min 8 s 4   |
| 46                 | Zhang Ziyang          | Chine           | 2 h 3 min 46 s 2  |
| 47                 | Anurag Singh          | Inde            | 2 h 3 min 52 s 5  |
| 48                 | William Yan Thorley   | Hong Kong       | 2 h 4 min 20 s 4  |
| 49                 | Tomáš Peciar          | Slovaquie       | 2 h 4 min 22 s 2  |
| 50                 | Jeison Rojas          | Costa Rica      | 2 h 4 min 33 s 1  |
| 51                 | Aflah Fadlan Prawira  | Indonésie       | 2 h 4 min 41 s 7  |
| 52                 | Joshua Ashley         | Afrique du Sud  | 2 h 4 min 53 s 6  |
| 53                 | Tanakrit Kittiya      | Thaïlande       | 2 h 5 min 7 s 4   |
| 54                 | Keith Sin             | Hong Kong       | 2 h 5 min 36 s 1  |
| 55                 | Ritchie Oh            | Singapour       | 2 h 5 min 36 s 3  |
| 56                 | Daniil Androssov      | Kazakhstan      | 2 h 5 min 36 s 4  |
| 57                 | Diego Vera            | Venezuela       | 2 h 5 min 47 s 8  |
| 58                 | Christian Bayo        | Porto Rico      | 2 h 6 min 1 s 9   |
| 59                 | Sung Jun-ho           | Corée du Sud    | 2 h 6 min 23 s 8  |
| 60                 | Jamarr Bruno          | Porto Rico      | 2 h 10 min 19 s 8 |
| 61                 | Damien Paye           | Seychelles      | 2 h 11 min 3 s 3  |
| 62                 | Maximiliano Paccot    | Uruguay         | 2 h 11 min 12 s 6 |
| 63                 | Santiago Reyes        | Guatemala       | 2 h 12 min 45 s 3 |
| 64                 | Nikita Kornilov       | Ouzbékistan     | 2 h 16 min 1 s 9  |
| 65                 | Fernando Ponce        | Guatemala       | 2 h 18 min 54 s 5 |
| -                  | David Calderón        | Bolivie         | Abandon           |
| -                  | Khomchan Wichachai    | Thaïlande       | Abandon           |
| -                  | Artyom Lukasevits     | Singapour       | Forfait           |
| -                  | Juan Morales          | Colombie        | Forfait           |

| Rang               | Nageuse                  | Pays            | Temps             |
| ------------------ | ------------------------ | --------------- | ----------------- |
| Médaille d'or      | Leonie Beck              | Allemagne       | 2 h 2 min 34 s    |
| Médaille d'argent  | Chelsea Gubecka          | Australie       | 2 h 2 min 38 s 1  |
| Médaille de bronze | Katie Grimes             | États-Unis      | 2 h 2 min 42 s 3  |
| 4                  | Sharon van Rouwendaal    | Pays-Bas        | 2 h 2 min 42 s 4  |
| 5                  | Ana Marcela Cunha        | Brésil          | 2 h 2 min 42 s 5  |
| 6                  | Ginevra Taddeucci        | Italie          | 2 h 2 min 46 s 7  |
| 7                  | Lea Boy                  | Allemagne       | 2 h 3 min 12 s 9  |
| 8                  | Mariah Denigan           | États-Unis      | 2 h 3 min 13 s 5  |
| 9                  | Bettina Fábián           | Hongrie         | 2 h 3 min 15 s 2  |
| 10                 | Giulia Gabbrielleschi    | Italie          | 2 h 3 min 15 s 7  |
| 11                 | Ángela Martínez          | Espagne         | 2 h 3 min 16 s 5  |
| 12                 | Anna Olasz               | Hongrie         | 2 h 3 min 16 s 9  |
| 13                 | Anastasiia Kirpichnikova | France          | 2 h 3 min 17 s 6  |
| 14                 | Candela Sánchez          | Espagne         | 2 h 3 min 18 s 2  |
| 15                 | Angélica André           | Portugal        | 2 h 3 min 18 s 9  |
| 16                 | Océane Cassignol         | France          | 2 h 3 min 25 s 5  |
| 17                 | Mafalda Rosa             | Portugal        | 2 h 3 min 25 s 9  |
| 18                 | Amber Keegan             | Grande-Bretagne | 2 h 3 min 30 s 3  |
| 19                 | Martha Sandoval          | Mexique         | 2 h 3 min 44 s 8  |
| 20                 | Cecilia Biagioli         | Argentine       | 2 h 3 min 47 s 2  |
| 21                 | Špela Perše              | Slovénie        | 2 h 3 min 48 s 2  |
| 22                 | María Bramont-Arias      | Pérou           | 2 h 4 min 11 s 9  |
| 23                 | Maddy Gough              | Australie       | 2 h 4 min 18 s 6  |
| 24                 | Leah Crisp               | Grande-Bretagne | 2 h 5 min 3 s 5   |
| 25                 | Eva Fabian               | Israël          | 2 h 5 min 5 s     |
| 26                 | Viviane Jungblut         | Brésil          | 2 h 5 min 5 s 8   |
| 27                 | Sun Jiake                | Chine           | 2 h 5 min 6 s 1   |
| 28                 | Airi Ebina               | Japon           | 2 h 5 min 8 s 4   |
| 29                 | Nip Tsz Yin              | Hong Kong       | 2 h 7 min 6 s 3   |
| 30                 | Emma Finlin              | Canada          | 2 h 7 min 9 s 5   |
| 31                 | Paola Pérez              | Venezuela       | 2 h 7 min 11 s 7  |
| 32                 | Alena Benešová           | Tchéquie        | 2 h 7 min 24 s 3  |
| 33                 | Hanano Kato              | Japon           | 2 h 7 min 26 s 4  |
| 34                 | Chantal Liew             | Singapour       | 2 h 7 min 48 s 5  |
| 35                 | Wu Shutong               | Chine           | 2 h 8 min 56 s 7  |
| 36                 | Candela Giordanino       | Argentine       | 2 h 9 min 7 s 2   |
| 37                 | Lenka Štěrbová           | Tchéquie        | 2 h 9 min 36 s 5  |
| 38                 | Bailey O'Regan           | Canada          | 2 h 10 min 8 s 1  |
| 39                 | Nikita Lam               | Hong Kong       | 2 h 10 min 8 s 8  |
| 40                 | Amica de Jager           | Afrique du Sud  | 2 h 10 min 31 s 9 |
| 41                 | Teng Yu-wen              | Taipei chinois  | 2 h 11 min 11 s 1 |
| 42                 | Lee Hae-rim              | Corée du Sud    | 2 h 12 min 43 s   |
| 43                 | Lamees El-Sokkary        | Égypte          | 2 h 12 min 49 s 6 |
| 44                 | Paulina Alanís           | Mexique         | 2 h 13 min 16 s 7 |
| 44                 | Diana Taszhanova         | Kazakhstan      | 2 h 13 min 16 s 7 |
| 46                 | Nadine Karim             | Égypte          | 2 h 13 min 29 s 1 |
| 47                 | Lee Jeong-min            | Corée du Sud    | 2 h 13 min 41 s   |
| 48                 | Pimpun Choopong          | Thaïlande       | 2 h 18 min 23 s   |
| 49                 | Britta Schwengle         | Aruba           | 2 h 19 min 11 s 9 |
| 50                 | Anastasiya Zelinskaya    | Ouzbékistan     | 2 h 19 min 13 s 5 |
| 51                 | Tory Earle               | Afrique du Sud  | 2 h 19 min 27 s 7 |
| 52                 | María Porres             | Guatemala       | 2 h 21 min 58 s 3 |
| 53                 | Thitirat Charoensup      | Thaïlande       | 2 h 22 min 17 s 3 |
| 54                 | Mariya Fedotova          | Kazakhstan      | 2 h 22 min 57 s 6 |
| 55                 | Mariela Guadamuro        | Porto Rico      | 2 h 23 min 34 s 8 |
| 56                 | Alondra Quiles           | Porto Rico      | 2 h 25 min 7 s 9  |
| 57                 | Ashmitha Chandra         | Inde            | 2 h 27 min 58 s 7 |
| -                  | Sofie Frichot            | Seychelles      | Hors délai        |
| -                  | Parizoda Iskandarova     | Ouzbékistan     | Hors délai        |
| -                  | Kisha Jiménez            | Costa Rica      | Hors délai        |
| -                  | Fernanda Ramírez         | Bolivie         | Hors délai        |
| -                  | Fátima Portillo          | Salvador        | Forfait           |

### 6kmpar équipes
| Rang               | Pays           | Nageurs                                                                        | Temps             |
| ------------------ | -------------- | ------------------------------------------------------------------------------ | ----------------- |
| Médaille d'or      | Italie         | Barbara Pozzobon Ginevra Taddeucci Domenico Acerenza Gregorio Paltrinieri      | 1 h 10 min 31 s 2 |
| Médaille d'argent  | Hongrie        | Bettina Fábián Anna Olasz Kristóf Rasovszky Dávid Betlehem                     | 1 h 10 min 35 s 3 |
| Médaille de bronze | Australie      | Chelsea Gubecka Moesha Johnson Nicholas Sloman Kyle Lee                        | 1 h 11 min 26 s 7 |
| 4                  | Allemagne      | Lea Boy Leonie Beck Rob Muffels Oliver Klemet                                  | 1 h 11 min 26 s 9 |
| 5                  | France         | Anastasiia Kirpichnikova Logan Fontaine Aurélie Muller David Aubry             | 1 h 11 min 40 s 6 |
| 6                  | Brésil         | Ana Marcela Cunha Viviane Jungblut Diogo Villarinho Alexandre Finco            | 1 h 13 min 7 s 4  |
| 7                  | Japon          | Airi Ebina Kaito Tsujimori Ichika Kajimoto Kaiki Furuhata                      | 1 h 13 min 38 s 5 |
| 8                  | Espagne        | Carlos Garach Guillem Pujol Ángela Martínez Paula Otero                        | 1 h 13 min 41 s 8 |
| 9                  | États-Unis     | Joey Tepper Brennan Gravley Mariah Denigan Katie Grimes                        | 1 h 13 min 58 s 6 |
| 10                 | Canada         | Emma Finlin Eric Hedlin Bailey O'Regan Eric Brown                              | 1 h 14 min 11 s 8 |
| 11                 | Chine          | Zhang Ziyang Wang Kexin Wu Shutong Meng Rui                                    | 1 h 14 min 50 s 1 |
| 12                 | Argentine      | Candela Giordanino Cecilia Biagioli Franco Cassini Joaquín Moreno              | 1 h 14 min 53 s 7 |
| 13                 | Israël         | Eva Fabian Matan Roditi Yonatan Ahdut Orian Gablan                             | 1 h 15 min 52 s 3 |
| 14                 | Afrique du Sud | Amica de Jager Kate Beavon Matthew Caldwell Connor Buck                        | 1 h 16 min 12 s 1 |
| 15                 | Mexique        | Martha Sandoval Paulo Strehlke Paulina Alanís Daniel Delgadillo                | 1 h 16 min 52 s 7 |
| 16                 | Tchéquie       | Lenka Štěrbová Ondřej Zach Alena Benešová Martin Straka                        | 1 h 17 min 41 s 7 |
| 17                 | Kazakhstan     | Diana Taszhanova Galymzhan Balabek Mariya Fedotova Lev Cherepanov              | 1 h 17 min 41 s 8 |
| 18                 | Corée du Sud   | Park Jae-hun Sung Jun-ho Lee Hae-rim Lee Jong-min                              | 1 h 19 min 28 s 7 |
| 19                 | Hong Kong      | William Yan Thorley Nikita Lam Nip Tsz Yin Keith Sin                           | 1 h 19 min 31 s 8 |
| 20                 | Porto Rico     | Christian Bayo Mariela Guadamuro Alondra Quiles Jamarr Bruno                   | 1 h 23 min 21 s 2 |
| 21                 | Ouzbékistan    | Nikita Kornilov Parizoda Iskandarova Anastasiya Zelinskaya Vyacheslav Shkretov | 1 h 26 min 29 s 2 |